# Marcus O'Sullivan
Marcus O'Sullivan (Irlanda, 22 de diciembre de 1961) es un atleta irlandés retirado especializado en la prueba de 1500 m, en la que consiguió ser campeón mundial en pista cubierta en 1993.

## Carrera deportiva
En el Campeonato Mundial de Atletismo en Pista Cubierta de 1993 ganó la medalla de oro en los 1500 metros, con un tiempo de 3:45.00 segundos, por delante del británico David Strang y del croata Branko Zorko.